# جاحولا
جاحولا (به عربی: جاحولا) روستایی فلسطینی، واقع در ۱۱ کیلومتری شمال شرق صفد بود.